# Floriano Pietrocola

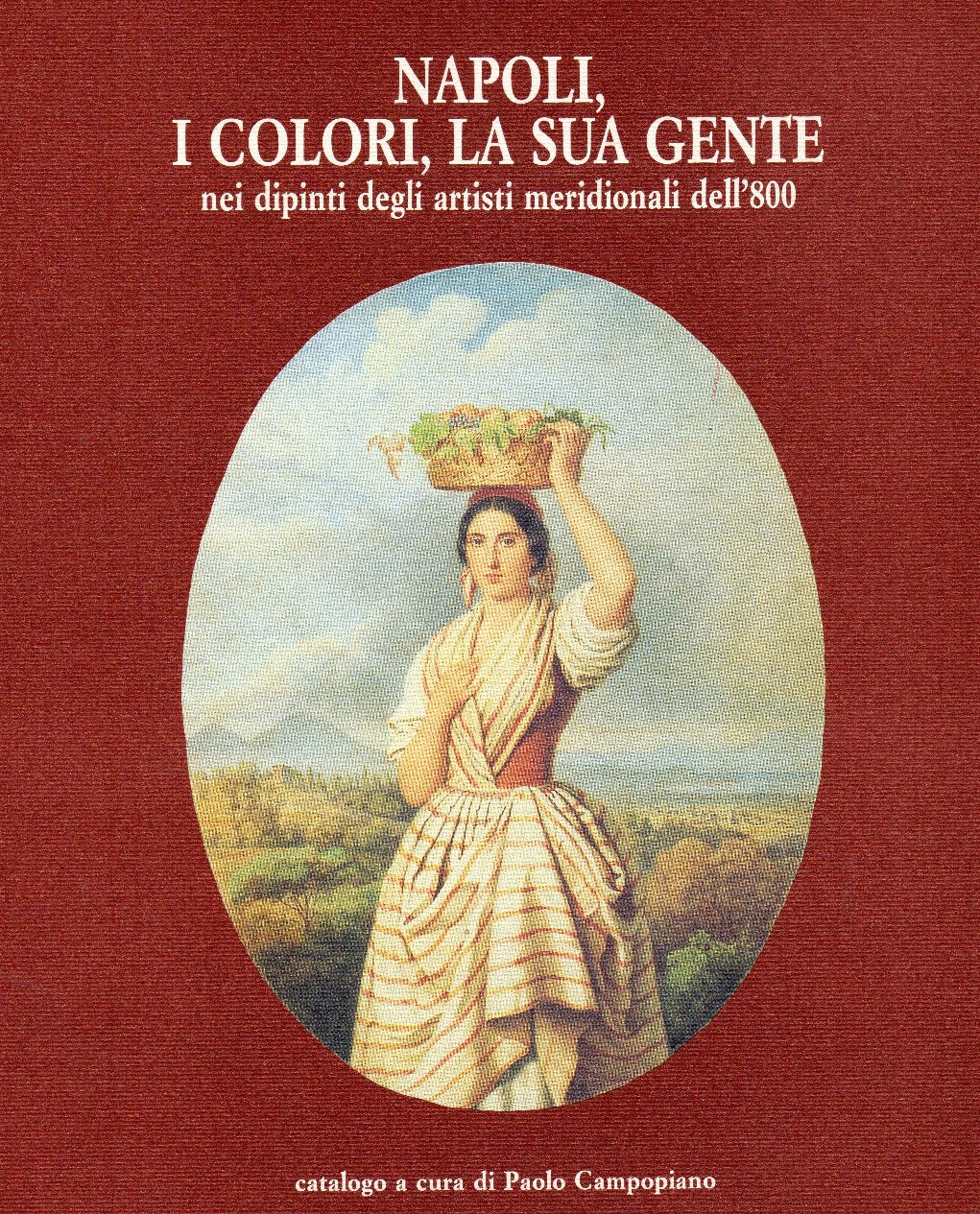
Copertina del catalogo in bibliografia: Napolitana, acquarello di F.Pietrocola (collezione privata)

Floriano Pietrocola (Vasto, 3 maggio 1809 – Sant'Agata sui Due Golfi, 4 agosto 1899) è stato un pittore e miniatore italiano.

## Biografia
Floriano nacque a Vasto (Chieti) nel 1809 da Emanuele e da Clementina dei Baroni Anelli. Gli fu imposto il nome dello zio, il municipalista della Repubblica Vastese, cugino di Gabriele Rossetti, trucidato ventenne. Fu anche fratello dell'anatomista Giuseppe Pietrocola e zio dell'editore Emanuele Pietrocola.
Cominciò a dipingere in giovane età, ma, destinato dal padre alla professione di avvocato, all'età di 22 anni si trasferì Napoli per studiare giurisprudenza. Tuttavia abbandonò presto gli studi per specializzarsi in ritratti miniati, secondo il consiglio del suo maestro napoletano Costanzo Angelini. Fu un ricercato pittore di corte, lodato dalla critica internazionale dell'epoca. Residente a Chiaia scelse come luogo di vacanza e di lavoro la "grandiosa dimora del Marchese D'Andrea" a  Sant'Agata sui Due Golfi
dove visse molti mesi l'anno e per molto tempo in compagnia del fratello
. Qui eseguì numerosi acquerelli ritraendo le donne locali nei loro variopinti costumi tradizionali. Nel 1846 da Maria Quadroli ebbe un figlio d'arte che gli succederà nell'opera di pittore ritrattista miniaturista. Questo avvicendarsi, passato del tutto inosservato, ha generato confusione anche negli esperti che spesso hanno attribuito a Floriano opere del figlio Roberto.
Floriano morì a Sant'Agata sui Due Golfi nel 1899.

## Opere

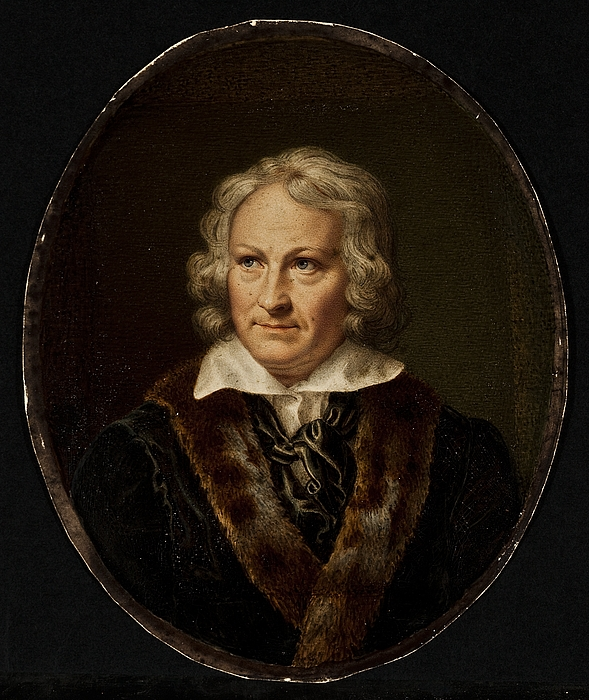
Ritratto di Bertel Thorvaldsen

### Nei musei
- Museo Thorvaldsen Copenaghen. ritratto di Bertel Thorvaldsen, circa 1830[9];
- British Army Museum di Chelsea, ritratto di George Thomas Napier, circa 1840[10];
- Ermitage di San Pietroburgo, ritratto di Sofia Mouravieva, circa 1842[11];
- Museo del Prado, Madrid, ritratto di Maria Carolina di Borbone-Due Sicilie, circa 1850[12];
- Museo archeologico nazionale di Spagna Madrid, ritratto di Maria Amalia di Borbone-Due Sicilie, circa 1850[13];
- Museo nazionale di San Martino di Napoli, che custodisce un ritratto della regina Maria Cristina di Savoia, e i ritratti del re Francesco II di Borbone e di sua moglie Maria Sofia di Baviera[14].

### Da rintracciare
- Ritratto della moglie di Luigi Settembrini, 1851 (Napoli)[15]
- Ritratto di Maria Anna Carolina di Sassonia prima moglie di Leopoldo II, graduca di Toscana, c.1830[16]
- Ritratto di Maria Antonietta seconda moglie di Leopoldo II, graduca di Toscana, c.1840[17]
- Due donne inginocchiate, costume di Sorrento[18], acquarello
- Una contadina di Massa Lubrense[18], acquarello
- Una donna dell'isola di Procida[18], acquarello
- Ritratto del Conte Trani, commissionato dalla regina Maria Teresa delle Due Sicilie[19]
- Varie figure in costumi locali, serie di acquarelli, commissionati per il Palazzo Reale di Napoli trafugati e ora dispersi[19]

## Riconoscimenti
Due strade sono state intitolate a Floriano Pietrocola:
- A Chieti[20]
- A Vasto[21](attualmente con targa errata[22])